# Missbrauchsordnung der Deutschen Bischofskonferenz
Die Missbrauchsordnung der Deutschen Bischofskonferenz mit dem Titel Ordnung für den Umgang mit sexuellem Missbrauch Minderjähriger und schutz- oder hilfebedürftiger Erwachsener durch Kleriker und sonstige Beschäftigte im kirchlichen Dienst ist eine kirchenrechtliche Dienstvorschrift zum Umgang mit sexuellem Missbrauch in der römisch-katholischen Kirche in Deutschland. Sie normiert das Vorgehen kirchlicher Dienststellen bei Bekanntwerden von Vorwürfen zu sexuellem Missbrauch im Verantwortungsbereich der Deutschen Bischofskonferenz und berücksichtigt dabei die Vorgaben des staatlichen Rechts.
Die Deutsche Bischofskonferenz versteht das Regelwerk als Fortentwicklung der seit 2002 bestehenden, mehrmals überarbeiteten und erweiterten Leitlinien zum Umgang mit sexuellem Missbrauch. Die aktuelle Missbrauchsordnung wurde vom Ständigen Rat der Deutschen Bischofskonferenz am 18. November 2019 in Würzburg beschlossen und trat am 1. Januar 2020 in Kraft. Sie wird nach 5 Jahren evaluiert.
Gleichzeitig mit der Missbrauchsordnung trat eine neue Fassung der seit 2010 bestehenden, im Jahr 2013 überarbeiteten „Rahmenordnung Prävention“ der Deutschen Bischofskonferenz in Kraft.

## Gliederung
A. Einführung
- Präambel
- Grundsätzliches

B. Zuständigkeiten
- Ansprechpersonen und Einrichtung eines Beraterstabs
- Entgegennahme von Hinweisen und Information des Ordinarius
- Weiterleitung von Hinweisen an andere kirchliche Stellen sowie an nichtkirchliche Stellen
- Zuständigkeiten im weiteren Verlauf

C. Vorgehen nach Kenntnisnahme eines Hinweises
- Gespräch mit dem Betroffenen
- Anhörung des Beschuldigten
- Zusammenarbeit mit den staatlichen Strafverfolgungs- und anderen zuständigen Behörden
- Besonderheiten im Falle von beschuldigten Klerikern und Ordensangehörigen – Kirchenrechtliche Voruntersuchung gemäß can. 1717 § 1 CIC
- Maßnahmen bis zur Aufklärung des Falls
- Vorgehen bei nach staatlichem Recht nicht aufgeklärten Fällen
- Maßnahmen im Falle einer fälschlichen Beschuldigung

D. Hilfen
- Informationspflicht gegenüber Betroffenen und Hilfen für Betroffene
- Hilfen für betroffene kirchliche Einrichtungen, Dekanate und Pfarreien

E. Konsequenzen für den Täter
F. Öffentlichkeit
G. Vorgehen bei sexuellem Missbrauch Minderjähriger oder schutz- oder hilfebedürftiger Erwachsener durch ehrenamtlich tätige Personen
H. Datenschutz, Auskunft und Akteneinsicht

## Missbrauchsordnung der Diözese Rottenburg-Stuttgart
Die Diözese Rottenburg-Stuttgart hat am 15. März 2020 eine eigene, leicht abgewandelte Fassung der Missbrauchsordnung in Kraft gesetzt, die auf die dortige Praxis einer verpflichtenden Beratung durch eine „Kommission sexueller Missbrauch“ abgestimmt ist.

## Missbrauchsordnung der Deutschen Ordensobernkonferenz
In enger Abstimmung mit der Deutschen Bischofskonferenz hat die Deutsche Ordensobernkonferenz für ihren Verantwortungsbereich eine vergleichbare Missbrauchsordnung erarbeitet und am 4. September 2020 den ihr angehörenden Ordensgemeinschaften zur Inkraftsetzung empfohlen.
Die Deutsche Ordensobernkonferenz hatte im Jahr 2003 eigene Leitlinien zum Umgang mit sexuellem Missbrauch und zur Aufarbeitung erlassen, die in den Jahren 2010 und 2014 überarbeitet wurden und im Jahr 2020 durch die neue Missbrauchsordnung ersetzt wurden. Die Deutsche Bischofskonferenz bestätigte am 26. August 2020 die Gleichwertigkeit der Missbrauchsordnung der Ordensobernkonferenz mit der Missbrauchsordnung der Bischofskonferenz.